# Osmia
Osmia – rodzaj pszczół z rodziny miesierkowatych (Megachilidae), w języku polskim określanych zwyczajową nazwą murarka. Mają silnie owłosione ciało osiągające długość od 9-11 mm.. Występuje na nasłonecznionych skrajach lasów  i suchych murawach.  Zakładają gniazda np. w ziemi, w pustych łodygach roślin lub w pustych muszlach ślimaków. 
Na obszarze Polski stwierdzono występowanie 18 gatunków z tego rodzaju.

## Gatunki murarek (Osmia) hodowane doświadczalnie w Polsce[potrzebnyprzypis]
- murarka rzepakowa (Osmia atrocoerulea )
- murarka lucernowa (Osmia coerulescens)
- murarka ogrodowa (Osmia rufa  L.)